# Аоки, Эй
Эй Аоки (яп. あおきえい Аоки Эй) (род. 20 января 1973, Токио) — режиссёр-постановщик аниме. В некоторых работах выступал под псевдонимом Кэй Аои (яп. 蒼井啓 Аои Кэй).

## Биография
Эй Аоки ещё с детства решил связать свою жизнь с миром аниме под влиянием серии фильмов Megazone 23. После окончания обучения он устроился на работу на студию Daume, где в 2002 году начал свою профессиональную карьеру с создания раскадровки для сериала Onegai Teacher. В том же 2002 году Аоки перешёл на студию Anime International Company, где первоначально продолжил выступать как раскадровщик для Petite Princess Yucie.
Первой режиссёрской работой Аоки стал сериал 2004 года Girls Bravo, после чего он переходит на внештатную работу. В этот период Аоки продолжал сотрудничество с Anime International Company, но также выступал в качестве режиссёра и раскадровщика для студий Asread (Shuffle!, Ga-Rei), P.A. Works (Angel Beats!), Production I.G («Кровь+») и ufotable («Койот Рэгтайм», Kara no Kyoukai). В 2011 году на студии ufotable Аоки в роли режиссёра-постановщика выпустил экранизацию ранобэ Гэна Уробути Fate/Zero, которая была удостоена множества наград от журнала Newtype и в том числе получила премию как «Лучший аниме-сериал 2012 года» по версии этого издания. Сам Аоки занял второе место в борьбе за трофей «Лучшему режиссёру 2012 года», уступив Ацуси Нисигори.
В мае 2013 года Аоки совместно с бывшими сотрудниками Anime International Company Томонобу Като и Тосиюки Нагано основал собственную анимационную студию TROYCA, первой работой которой стал сериал на сценарий Гэна Уробути Aldnoah.Zero. Следующим проектом Аоки в 2017 году стал сериал Re:Creators, в котором Аоки исполнял не только роль режиссёра, но и сценариста.

## Фильмография
указаны работы в должности режиссёра-постановщика
- Girls Bravo (2004—2005)
- Kara no Kyoukai 1: Fukan Fuukei (2007)
- Ga-Rei: Zero (2008)
- Wandering Son (2011)
- Fate/Zero (2011—2012)
- Kara no Kyoukai: Mirai Fukuin — Extra Chorus (2013)
- Aldnoah.Zero (2014—2015)
- Re:Creators (2017)
- ID - Invaded (2020)